# Plan (Hiszpania)
Plan – gmina w Hiszpanii, w prowincji Huesca, w Aragonii, o powierzchni 92,53 km². W 2011 roku gmina liczyła 314 mieszkańców.